# Sparabara

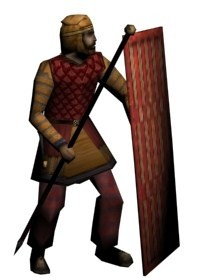
Immagine di uno Sparabara

Gli sparabara erano fanti di prima linea impiegati nelle battaglie condotte dall'Impero persiano.
Provenivano da ogni ceto della società persiana e venivano educati sin da bambini all'arte militare, e quando non impiegati in campagne lontano dal loro paese si dedicavano all'agricoltura e alla caccia nelle vaste pianure della Persia. Erano i primi soldati che venivano in contatto con le schiere nemiche nei combattimenti corpo a corpo ed avevano anche un'importante funzione di copertura per gli arcieri: infatti, durante i conflitti, solitamente ogni arciere veniva fornito di protezione da parte dello scudo dello sparabara mentre scoccava le proprie frecce contro il nemico, di modo da restare protetto da eventuali attacchi.
Equipaggiati con armature medio-pesanti come il Linothorax, gli sparabara utilizzavano uno scudo rettangolare lungo quasi quanto un uomo, nonché una lancia della lunghezza di due metri. Tale armamento si rivelò tuttavia alquanto inefficace contro avversari equipaggiati con armi lunghe come ad esempio gli opliti spartani; infatti, la lunghezza della lancia non permetteva agli sparabara un raggio d'azione sufficientemente ampio da poter contrastare le lance in dotazione alla falange greca. Infine lo scudo di vimini, rinforzato da cuoi e rivestimenti di metallo, se da un lato garantiva un'ottima difesa dagli attacchi a distanza dei nemici, dall'altro si dimostrò abbastanza inefficace contro la forza d'urto delle lance spartane.
Alla fine delle campagne militari tornavano alle loro case dedicandosi all'agricoltura, di cui erano grandi esperti, per tornare in armi alla successiva campagna militare.